# ICC World Twenty20 2016

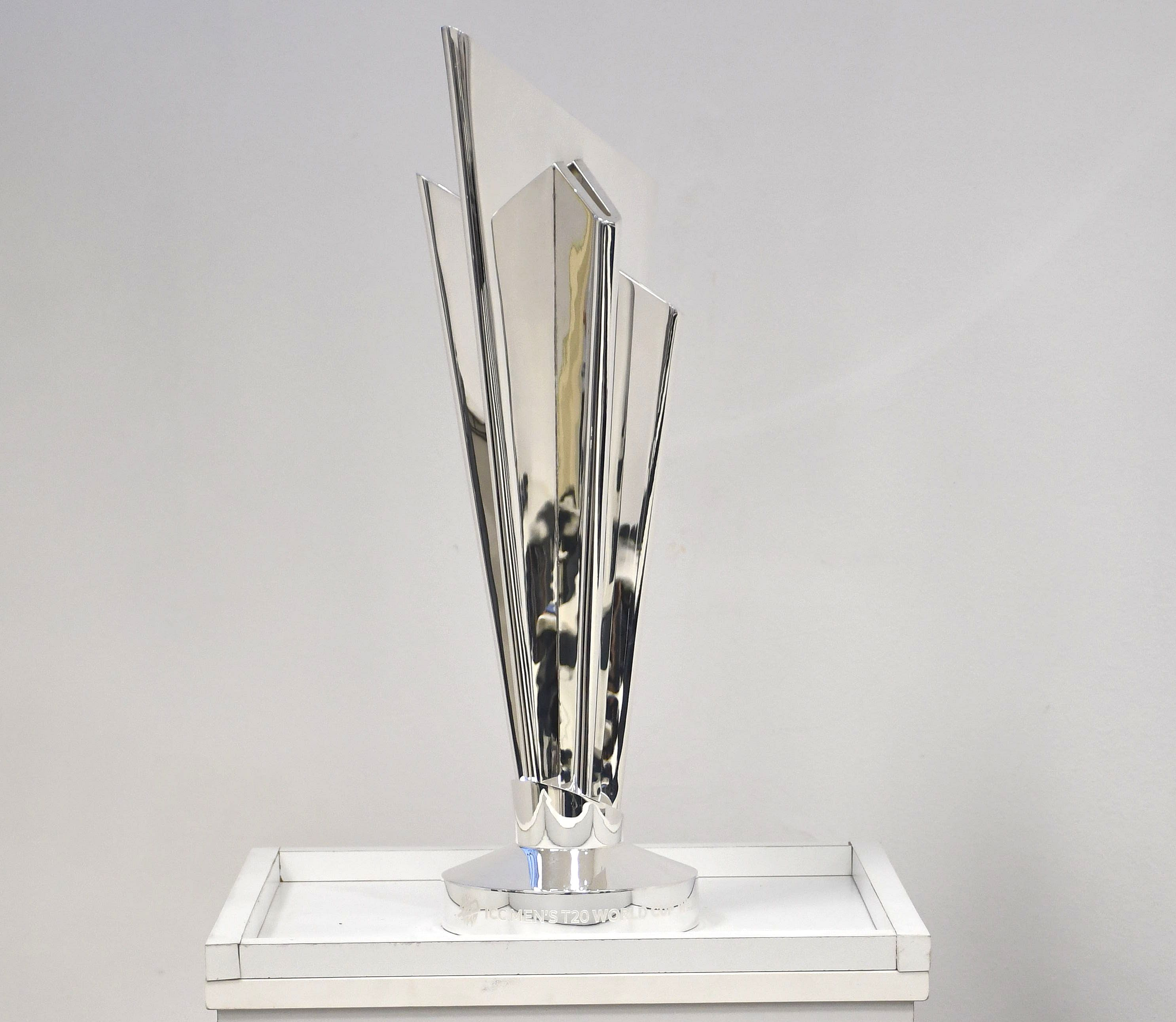
Die ICC World Twenty20 Trophy

Die ICC World Twenty20 2016 (Hindi २०१६ आईसीसी विश्व ट्वेन्टी २०) wurde vom 8. März bis zum 3. April 2016 in Indien ausgetragen. Es war das sechste Weltmeisterschaftsturnier im T20I-Cricket, der vom Weltverband International Cricket Council (ICC) organisiert wird, und das erste in Indien. Damals noch ICC World Twenty20 genannt, wird die Weltmeisterschaft seit dem Turnier 2021 als T20 World Cup bezeichnet. Das Turnier der Männer fand parallel mit dem Turnier der Frauen statt und sowohl die Halbfinals und das Finale wurden am selben Tag im selben Stadion ausgetragen. Es war die dritte aufeinanderfolgende World Twenty20 in einem asiatischen Land.
Das Turnierformat von 2014 blieb unverändert und 16 Cricket-Nationalmannschaften nahmen an der ICC World Twenty20 2016 teil: Die damals zehn Test-Cricket-Länder (Australien, Bangladesch, England, Indien, Neuseeland, Pakistan, Simbabwe, Sri Lanka, Südafrika und die West Indies), zusammen mit den Gewinnern des World Twenty20 Qualifier 2015 (Afghanistan, Hongkong, Irland, die Niederlande, Oman und Schottland). Während der World Twenty20 2016 wurden 35 Spiele absolviert, darunter zwölf in der Vorrunde, 20 in der Super 10 und drei in der Finalrunde, einschließlich des Finales. Die acht besten Teams auf der T20I-Rangliste des ICC zum 30. April 2014 spielten in der Super 10, während die Teams auf den niedrigeren Plätzen zusammen mit den Qualifikanten in der Vorrunde spielten. Die acht Mannschaften der Vorrunde wurden in zwei Gruppen zu je vier Teams eingeteilt, wobei jedes einmal gegen die anderen der Gruppe antrat. Die beste Mannschaft jeder Gruppe qualifizierte sich für die Super 10. Dort wurden die Mannschaften in zwei Gruppen zu je fünf Teams eingeteilt, wonach die vier besten Mannschaften das Halbfinale erreichten, dessen Gewinner im Finale aufeinandertrafen.
England, Indien, Neuseeland und die West Indies erreichten das Halbfinale. England besiegte Neuseeland und die West Indies den Gastgeber Indien, wodurch nach dem Turnier 2010 zum zweiten Mal in der Turniergeschichte keine südasiatische Mannschaft das Finale erreichte. Die West Indies gewannen das Finale gegen England im Eden Gardens in Kolkata mit vier Wickets und wurden damit das erste Team, das zwei World Twenty20s gewinnen konnte. Außerdem wurden die West Indies das erste Cricketland, das die World Twenty20 sowohl für Männer als auch für Frauen am selben Tag gewinnen konnte, nachdem die Frauen-Nationalmannschaft direkt vor der der Männer den Titelverteidiger Australien besiegt hatte. Der Titelverteidiger Sri Lanka und Südafrika schieden in der Super 10 aus – die Proteas nach knappen Niederlagen gegen die beiden späteren Finalisten.

## Vergabe
Der International Cricket Council vergab die World Twenty20 2016 an Indien. Nach der ICC Champions Trophy 2006 war es das zweite Cricketturnier, das komplett in Indien ausgetragen wurde.

## Teilnehmer
Die folgenden 16 Mannschaften qualifizierten sich für die World Twenty20 2016: Australien, Bangladesch, England, Indien (Gastgeber), Neuseeland, Pakistan, Simbabwe, Sri Lanka, Südafrika und die West Indies qualifizierten sich als Vollmitglieder des International Cricket Council mit Test-Cricket-Status automatisch für die World Twenty20 2016. Afghanistan, Hongkong, Irland, die Niederlande, Oman und Schottland qualifizierten sich während des World Twenty20 Qualifier 2015. Oman qualifizierte sich erstmals für ein internationales Cricketturnier, nachdem es im Play-off Namibia mit fünf Wickets besiegt hatte. Die acht besten Vollmitglieder auf der Twenty20-Rangliste des ICC zum 30. April 2014 spielten in der Super 10, während die sechs Qualifikanten und die beiden schlechtplatziertesten Testnationen in der Vorrunde begannen.
Im Oktober 2015 kündigte der damalige Präsident des Pakistan Cricket Council, Shahryar Khan, an, dass sich Pakistan vom Turnier zurückziehen werde, wenn die Serie gegen Indien in Sri Lanka nicht wie geplant stattfinden würde. Obschon die Serie schließlich abgesagt wurde, erhielt die pakistanische Mannschaft im Februar 2016 seitens der Regierung die Zusage, um für das Turnier nach Indien zu reisen. Anfang März 2016 entsandte Pakistan eine Delegation nach Indien zur Untersuchung der Sicherheitsvorkehrungen vor dem Turnier. Nach der Untersuchung wurde das Spiel zwischen Indien und Pakistan auf Ersuchen des pakistanischen Verbandes von Dharamsala nach Eden Gardens in Kolkata verlegt und am 11. März bestätigte Pakistan seine Turnierteilnahme.
Wie schon bei der vorherigen Ausgabe 2014 nahmen neben den zehn Testnationen sechs Affiliate-/Associate-Member des ICC am Turnier teil. Der Qualifikationsprozess wurde abermals in mehreren Stufen und Regionen ausgetragen. Das abschließende Qualifikationsturnier fand 2015 in Irland und Schottland statt. Die qualifizierten Mannschaften für dieses Endrundenturnier sind:

Teilnehmende Länder der World Twenty20 2016; insgesamt 24 Teams nahmen teil.
Gastgeber
Vollmitglieder des International Cricket Councils (ICC)
Qualifiziert über den World Twenty20 Qualifier 2015
Im Global Qualifier gescheitert
Im Regional Qualifier gescheitert
Keine Teilnahme

| Land        | Qualifikationsgrundlage       | Turnierteilnahme | Letztmalige Teilnahme | Bestes Ergebnis                   |
| ----------- | ----------------------------- | ---------------- | --------------------- | --------------------------------- |
| Indien      | Gastgeber                     | Sechste          | 2014                  | Weltmeister (2007)                |
| Australien  | Vollmitglieder                | Sechste          | 2014                  | Finalist (2010)                   |
| Bangladesch | Vollmitglieder                | Sechste          | 2014                  | Hauptrunde (2007, 2014)           |
| England     | Vollmitglieder                | Sechste          | 2014                  | Weltmeister (2010)                |
| Neuseeland  | Vollmitglieder                | Sechste          | 2014                  | Halbfinale (2007)                 |
| Pakistan    | Vollmitglieder                | Sechste          | 2014                  | Weltmeister (2009)                |
| Simbabwe    | Vollmitglieder                | Fünfte           | 2014                  | Vorrunde (2007, 2010, 2012, 2014) |
| Sri Lanka   | Vollmitglieder                | Sechste          | 2014                  | Weltmeister (2014)                |
| Südafrika   | Vollmitglieder                | Sechste          | 2014                  | Halbfinale (2009, 2014)           |
| West Indies | Vollmitglieder                | Sechste          | 2014                  | Weltmeister (2012)                |
| Afghanistan | World Twenty20 Qualifier 2015 | Vierte           | 2014                  | Vorrunde (2010, 2012, 2014)       |
| Hongkong    | World Twenty20 Qualifier 2015 | Zweite           | 2014                  | Vorrunde (2014)                   |
| Irland      | World Twenty20 Qualifier 2015 | Fünfte           | 2014                  | Super 8 (2009)                    |
| Niederlande | World Twenty20 Qualifier 2015 | Dritte           | 2014                  | Super 10 (2014)                   |
| Oman        | World Twenty20 Qualifier 2015 | Erste            | –                     | Debüt                             |
| Schottland  | World Twenty20 Qualifier 2015 | Dritte           | 2009                  | Vorrunde (2007, 2009)             |

## Austragungsorte
Die Stadien wurden am 21. Juli 2015 vom BCCI bekanntgegeben, wobei auch festgelegt wurde, dass das Finale in Kolkata stattfinden soll. Unter den Austragungsorten wurde zunächst auch Chennai unter Vorbehalt ausgewählt, was jedoch letztendlich nicht berücksichtigt wurde, da einzelne Tribünen des Stadions auf Grund von Rechtsstreitigkeiten gesperrt sind. Während der gleichzeitigen ausgetragenen Women’s World Twenty20 2016 fanden Spiele in Chennai statt. Das HPCA Stadium in Dharamshala war Austragungsort aller Spiele in der Gruppe A und das Vidarbha Cricket Association Stadium in Nagpur aller Spiele der Gruppe B. Die Spiele in Neu-Delhi wurden kurz vor dem Turnier in Frage gestellt, da die Stadt keine ausreichenden Genehmigungen für deren Austragung bereitstellen konnte, welche dann jedoch dennoch erteilt wurden.
| Mohali |

| Neu-Delhi |

| Dharamsala |

| Kolkata |

| Nagpur |

| Mumbai |

| Bengaluru |

| Mohali |

| Neu-Delhi |

| Dharamsala |

| Kolkata |

| Nagpur |

| Mumbai |

| Bengaluru |

## Format

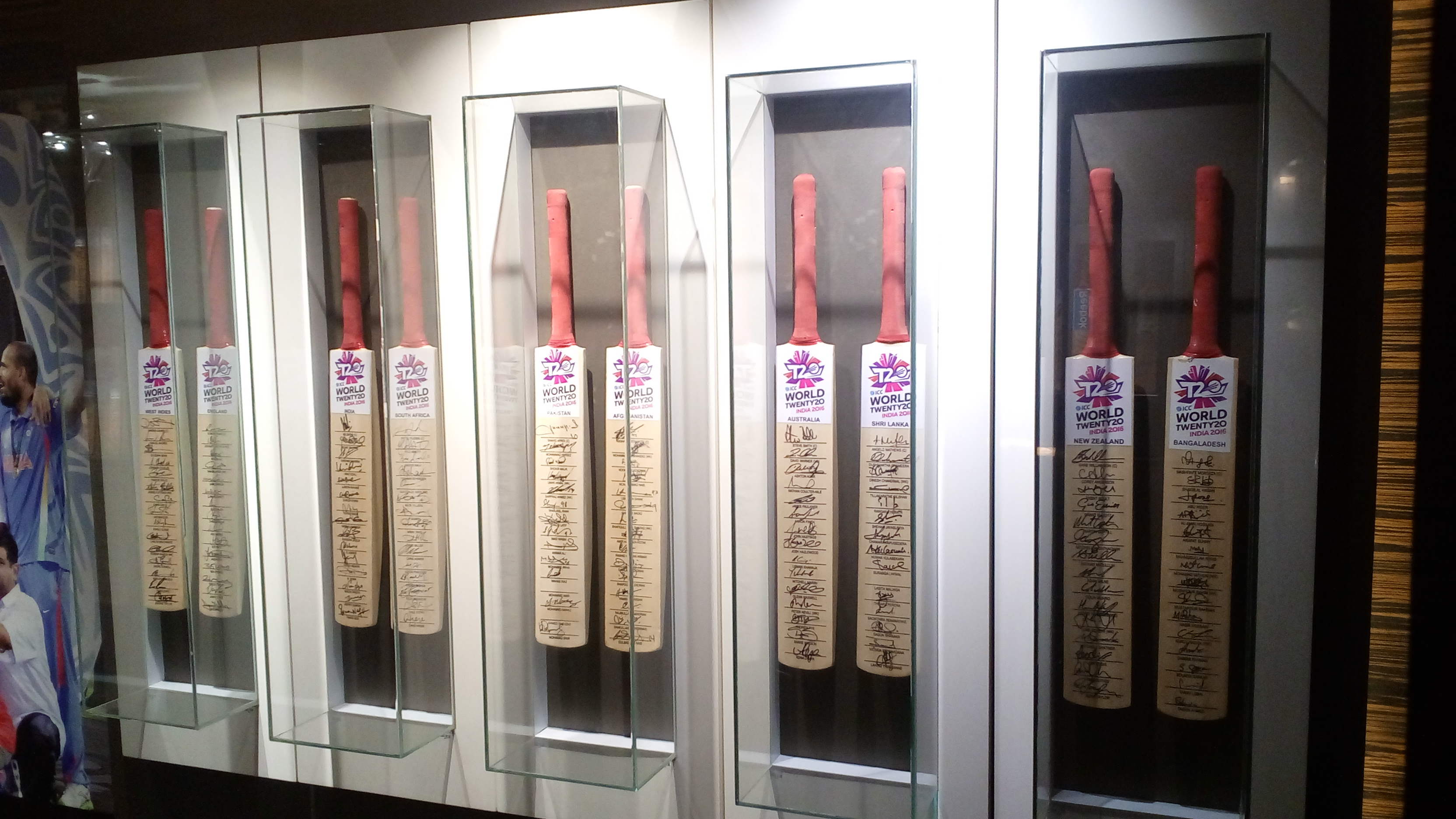
Signierte Bats von Spielern des ICC World Twenty20 2016 im Blades of Glory Cricket Museum, Pune

Die World Twenty20 2016 wurde über 27 Tage zwischen 16 verschiedenen Mannschaften über 35 Spiele ausgetragen. Sie begann am 8. März 2016 im Vidarbha Cricket Association Stadium in Nagpur mit dem Eröffnungsspiel zwischen Hongkong und Simbabwe. Das Turnier endete am 3. April im Eden Gardens in Kolkatta mit dem Finale zwischen England und den West Indies, wobei die West Indies die World Twenty20 2016 gewannen. Dasselbe Turnierformat kam bei der World Twenty20 2014 zur Anwendung.

### Spielplan
Die nachfolgende Tabelle zeigt das tägliche Programm der World Twenty20 2016. Dabei steht ein violettes Kästchen für Vorrundenspiele, ein zyanblaues Kästchen für die Super 10, ein grünes Kästchen für Finalrundenspiele und ein gelbes Kästchen für das Finale.
| Gruppe A              |         | 2       |         | 2       |         | 2       |         |         |         |         |         |         |         |         |
| Gruppe B              | 2       |         | 2       |         | 2       |         |         |         |         |         |         |         |         |         |
| Super 10 März         | Di. 15. | Mi. 16. | Do. 17. | Fr. 18. | Sa. 19. | So. 20. | Mo. 21. | Di. 22. | Mi. 23. | Do. 24. | Fr. 25. | Sa. 26. | So. 27. | Mo. 28. |
| Gruppe 1              |         | 1       | 1       | 1       |         | 2       |         |         | 1       |         | 1       | 1       | 1       | 1       |
| Gruppe 2              | 1       | 1       |         | 1       | 1       |         | 1       | 1       | 1       |         | 1       | 1       | 1       |         |
| Finalrunde März/April | Di. 29. | Mi. 30. | Do. 31. | Fr. 1.  | Sa. 2.  | So. 3.  |         |         |         |         |         |         |         |         |
| Finalrunde            |         | 1       | 1       |         |         | 1       |         |         |         |         |         |         |         |         |

### Turniermodus
Die beiden schlechtplatziertesten Testnationen und die Qualifikanten trugen zunächst in zwei Vierergruppen aufgeteilt die Vorrunde aus, in der jeweils jeder gegen jeden spielte. Die beiden Gruppensieger qualifizierten sich für die Super 10, wo auch die restlichen acht Testnationen ins Turnier einstiegen. Dort spielten die zehn Mannschaften in zwei Fünfergruppen, jeweils jeder gegen jeden. Die jeweiligen beiden Gruppenbesten qualifizierten sich dann für das Halbfinale, deren Sieger dann das Finale austrugen.

### Vorrunde und Super 10
Die World Twenty20 2016 wurde zwischen 16 Nationalmannschaften ausgespielt. Für die Vorrunde wurden die sechs Qualifikanten und die beiden schlechtplatziertesten Testnationen auf der T20I-Rangliste zum 30. April 2014 in zwei Gruppen zu je vier Mannschaften eingeteilt. In welche Gruppe jede Mannschaft eingeteilt wurde, wurde in der Auslosung festgelegt. Jede Mannschaft bestritt ein Spiel gegen jede andere seiner Gruppe. Für einen Sieg gab es zwei Tabellenpunkte, für ein Unentschieden oder No Result einen Punkt, für eine Niederlage keinen Punkt. Im Falle eines Unentschiedens (d. h. wenn beide Mannschaften dieselben Anzahl Runs am Ende ihrer jeweiligen Innings erzielt hatten), wurde das Spiel durch ein Super Over entschieden. Dies galt für alle Phasen des Turnieres. Hatten zwei Mannschaften dieselbe Anzahl an Tabellenpunkten, wurde der Tabellenrang anhand der Net Run Rate, gefolgt von der Net Bowl Rate und dem direkten Vergleich ermittelt.
Am Ende der Vorrunde qualifizierten sich die jeweils besten einer Gruppe für die Super-10-Runde. In dieser wurden die zehn Mannschaften in zwei Gruppen zu je fünf Teams aufgeteilt, wobei jedes einmal gegen jedes andere der Gruppe antrat. Die Qualifikation erfolgte anhand derselben Kriterien wie in der Vorrunde.

### Finalrunde
Ab dieser Phase nahm das Turnier ein K.-o.-System an, für das sich die jeweils besten beiden Mannschaften einer Gruppe qualifizierten.

## Umpires und Match referees
Während des Turnieres wurden 15 Umpires und sechs Match referees eingesetzt.

### Umpires
| - Bruce Oxenford (Australien) - Paul Reiffel (Australien) - Rod Tucker (Australien) - Michael Gough (England) - Ian Gould (England) - Richard Illingworth (England) - Richard Kettleborough (England) - Nigel Llong (England) | - Sundaram Ravi (Indien) - Chris Gaffaney (Neuseeland) - Aleem Dar (Pakistan) - Kumar Dharmasena (Sri Lanka) - Johan Cloete (Südafrika) - Marais Erasmus (Südafrika) - Joel Wilson (West Indies) |

### Match referees
| - David Boon (Australien) - Chris Broad (England) - Javagal Srinath (Indien) | - Jeff Crowe (Neuseeland) - Andy Pycroft (Simbabwe) - Ranjan Madugalle (Sri Lanka) |

## Kaderlisten
Die Mannschaften benannten die folgenden Kader vor dem Turnier.
| Twenty20 | Twenty20 | Twenty20 | Twenty20 |
| Afghanistan | Australien | Bangladesch | England |
| --- | --- | --- | --- |
| - Asghar Afghan (K) - Usman Ghani - Amir Hamza - Hamid Hassan - Rashid Khan - Mohammad Nabi - Gulbadin Naib - Karim Sadiq - Shafiqullah (wk) - Samiullah Shenwari - Mohammad Shahzad (wk) - Dawlat Zadran - Najibullah Zadran - Noor Ali Zadran - Shapoor Zadran                                                               | - Steve Smith (K) - David Warner (K) - Shane Watson (VK) - Ashton Agar - Nathan Coulter-Nile - James Faulkner - Aaron Finch - John Hastings - Josh Hazlewood - Usman Khawaja - Mitchell Marsh - Peter Nevill (wk) - Andrew Tye - Adam Zampa                                                                                                | - Mashrafe Mortaza - Shakib Al Hasan - Abu Hider - Al-Amin Hossain - Mahmudullah - Mohammad Mithun - Mushfiqur Rahim - Mustafizur Rahman - Nasir Hossain - Nurul Hasan - Sabbir Rahman - Soumya Sarkar - Tamim Iqbal - Shuvagata Hom - Saqlain Sajib                     | - Eoin Morgan (K) - Jos Buttler (VK, wk) - Moeen Ali - Sam Billings (wk) - Liam Dawson - Chris Jordan - Liam Plunkett - Adil Rashid - Joe Root - Jason Roy - Ben Stokes - Reece Topley - David Vince - David Willey                                                         |
| Hongkong | Indien | Irland | Niederlande |
| - Tanwir Afzal (K) - Mark Chapman (VK) - Nadeem Ahmed - Tanveer Ahmed - Haseeb Amjad - Jamie Atkinson (wk) - Waqas Barkat - Ryan Campbell - Christopher Carter (wk) - Babar Hayat - Aizaz Khan - Nizakat Khan - Waqas Khan - Anshuman Rath - Kinchit Shah                                                                      | - MS Dohni (K, wk) - Virat Kohli (VK) - Ravichandran Ashwin - Jasprit Bumrah - Shikar Dhawan - Ravindra Jadeja - Pawan Negi - Ashish Nehra - Manish Pandey - Hardik Pandya - Ajinkya Rahane - Suresh Raina - Mohammed Shami - Rohit Sharma - Harbhajan Singh                                                                               | - William Porterfield (K) - Andrew Balbirnie (VK) - George Dockrell - Andy McBrine - Tim Murtagh - Kevin O'Brien - Niall O'Brien (wk) - Andrew Poynter - Stuart Poynter - Boyd Ranking - Max Sorensen - Paul Stirling - Stuart Thompson - Gary Wilson (wk) - Craig Young | - Peter Borren (K) - Pieter Seelaar (VK) - Wesley Barresi (wk) - Mudassar Bukhari - Ben Cooper - Tom Cooper - Vivian Kingma - Ahsan Malik - Stephan Myburgh - Max O’Dowd - Michael Rippon - Logan van Beek - Timm van der Gugten - Roelof van der Merwe - Paul van Meekeren |
| Neuseeland | Oman | Pakistan | Schottland |
| - Kane Williamson (K) - Tim Southee (VK) - Corey Anderson - Trent Boult - Grant Elliott - Martin Guptill - Mitchell McClenaghan - Nathan McCullum - Adam Milne - Colin Munro - Henry Nicholls (wk) - Luke Ronchi (wk) - Mitchell Santner - Ish Sodhi                                                                           | - Sultan Ahmed (K, wk) - Zeeshan Maqsood (VK) - Aamir Kaleem - Ajay Lalchea - Amir Ali - Adnan Ilyas - Arun Poulose - Bilal Khan - Jatinder Singh - Khawar Ali - Mehran Khan - Mohammad Nadeem - Munis Ansari - Rajeshkumar Ranpura - Sufyan Mehmood - Vaibhav Wategaonkar - Yousuf Mahmood - Zeeshan Siddiqui                             | - Shahid Afridi (K) - Sarafaz Ahmed (VK, wk) - Ahmed Shehzad - Anwar Ali - Imad Wasim - Khalid Latif - Mohammad Amir - Mohammad Hafeez - Mohammad Irfan - Mohammad Nawaz - Mohammad Sami - Sharjeel Khan - Shoaib Malik - Umar Akmal (wk) - Wahab Riaz                   | - Preston Mommsen (K) - Kyle Coetzer (VK) - Richie Berrington - Matthew Cross (wk) - Josh Davey - Alasdair Evans - Con de Lange - Michael Leask - Matt Machan - Calum MacLeod - Gavin Main - George Munsey - Safyaan Sharif - Robert Taylor - Mark Watt                     |
| Simbabwe | Sri Lanka | Südafrika | West Indies |
| - Hamilton Masakadza (K) - Sean Williams (VK) - Tendai Chatara - Chamu Chibhabha - Elton Chigumbura - Tendai Chisoro - Graeme Cremer - Luke Jongwe - Neville Madziva - Wellington Masakadza - Peter Moor (wk) - Richmond Mutumbami (wk) - Tinashe Panyangara - Sikandar Raza - Vusi Sibanda - Donald Tiripano - Malcolm Waller | - Angelo Mathews (K) - Dinesh Chandimal (wk, VK) - Dushmantha Chameera - Tillakaratne Dilshan - Rangana Herath - Shehan Jayasuriya - Wanindu Hasaranga - Chamara Kapugedera - Nuwan Kulasekara - Suranga Lakmal - Thisara Perera (wk) - Sachithra Senanayake - Dasun Shanaka - Milinda Siriwardana - Lahiru Thirimanne - Jeffrey Vandersay | - Faf du Plessis (K) - AB de Villiers (VK, wk) - Kyle Abbott - Hashim Amla - Farhaan Behardien - JP Duminy - Quinton de Kock (wk) - David Miller - Chris Morris - Aaron Phangiso - Kagiso Rabada - Rilee Rossouw - Dale Steyn - Imran Tahir - David Wiese                | - Darren Sammy (K) - Jason Holder (VK) - Samuel Badree - Sulieman Benn - Carlos Brathwaite - Dwayne Bravo - Johnson Charles (wk) - Chris Gayle - Evin Lewis - Ashley Nurse - Denesh Ramdin (wk) - Andre Russell - Marlon Samuels - Lendl Simmons (wk) - Jerome Taylor       |

## Kontroversen

### Pakistans Teilnahme und Spiel gegen Indien
Der indische Verband BCCI verweigerte sich im Oktober 2015 Verhandlungen über eine im Dezember 2015 vorgesehene Tour der indischen Mannschaft gegen Pakistan die in den Vereinigten Arabischen Emiraten ausgetragen werden sollte. Hintergrund waren Proteste der Regionalpartei Shiv Sena in Mumbai. Als Reaktion verkündete der pakistanische Verbandschef Shaharyar Khan, dass, wenn die Tour nicht stattfinden sollte, die Teilnahme Pakistans an dem Turnier nicht gesichert sei. Die Tour fand letztendlich nicht statt, da der indische Verband keine Freigabe der Regierung erhielt. Pakistan wurde in der Auslosung für die Super-10-Runde in die gleiche Gruppe wie Indien gelost. Das Spiel wurde dabei an die Stadt Dharamsala vergeben. Auch wurde festgelegt, dass Pakistan kein Spiel im Staat Maharashtra austragen würde, und so falls sie sich für das Halbfinale qualifizieren würde, dasjenige austragen würden, welches in Neu-Delhi stattfindet. Anfang Februar teilte der pakistanische Verband PCB mit, dass die Mannschaft zunächst die Freigabe der Regierung benötigen würde, und führte Sicherheitsbedenken an. Die Genehmigung der Regierung erfolgte am 25. Februar.
Am 1. März teilte der Chief Minister von Himachal Pradesh mit, dass die Sicherheit für das Spiel zwischen Indien und Pakistan in Dharamsala nicht gewährleistet werden könnte. Pakistan drohte daraufhin abermals nicht zum Turnier anzureisen, woraufhin es eine Sicherheitsdelegation nach Indien schickte, um die Lage zu bewerten. Diese kam zu dem Schluss das Dharamsala nicht sicher sei und so wurde das Spiel nach Kolkata verlegt.

## Vorrunde

### Gruppe A
Bangladesch, das Vollmitglied des ICC, konnte sich in der Gruppe deutlich gegen die drei Associate Member durchsetzen. Sowohl Irland als auch die Niederlande schieden beide dadurch aus, dass die Spiele des zweiten Spieltags durch Regenfälle nicht zu Ergebnissen führten.

Tabelle
| Gruppe A    | Sp. | S | N | NR | P | NRR    |
| ----------- | --- | - | - | -- | - | ------ |
| Bangladesch | 3   | 2 | 0 | 1  | 5 | +1.938 |
| Niederlande | 3   | 1 | 1 | 1  | 3 | −0.154 |
| Oman        | 3   | 1 | 1 | 1  | 3 | −1.521 |
| Irland      | 3   | 0 | 2 | 1  | 1 | −0.685 |

Spiele
| 9. März Scorecard | Dharamsala | Bangladesch 153-7 (20)         | – | Niederlande 145-7 (20) |
|                   |            | Bangladesch gewinnt mit 8 Runs |   |                        |

Die Niederlande gewannen den Münzwurf und entschieden sich als Feldmannschaft zu beginnen. Als Spieler des Spiels wurde Tamim Iqbal ausgezeichnet.
| 9. März Scorecard | Dharamsala | Irland 154-5 (20)          | – | Oman 157-8 (19.4) |
|                   |            | Oman gewinnt mit 2 Wickets |   |                   |

Irland gewann den Münzwurf und entschied sich als Schlagmannschaft zu beginnen. Als Spieler des Spiels wurde Amir Ali ausgezeichnet.
| 11. März Scorecard | Dharamsala | Oman      | – | Niederlande |
|                    |            | No Result |   |             |

Das Spiel wurde auf Grund von Regenfällen abgesagt. Damit sind die Niederlande aus dem Turnier ausgeschieden.
| 11. März Scorecard | Dharamsala | Bangladesch 94-2 (8/12) | – | Irland |
|                    |            |                         |   |        |

Irland gewann den Münzwurf und entschied sich als Feldmannschaft zu beginnen. Das Spiel wurde auf Grund von Regenfällen abgebrochen. Damit ist Irland aus dem Turnier ausgeschieden.
| 13. März Scorecard | Dharamsala | Niederlande 59-5 (6/6)          | – | Irland 47-7 (6/6) |
|                    |            | Niederlande gewinnt mit 12 Runs |   |                   |

Irland gewann den Münzwurf und entschied sich als Feldmannschaft zu beginnen. Als Spieler des Spiels wurde Paul van Meekeren ausgezeichnet.
| 13. März Scorecard | Dharamsala | Bangladesch 180-2 (20)                       | – | Oman 65-9 (12/12) |
|                    |            | Bangladesch gewinnt mit 54 Runs (D/L method) |   |                   |

Oman gewann den Münzwurf und entschied sich als Feldmannschaft zu beginnen. Als Spieler des Spiels wurde Tamim Iqbal ausgezeichnet.

### Gruppe B
In der Gruppe konnte sich Afghanistan gegen das Vollmitglied des ICC Simbabwe durchsetzen und sich für die Super 10 Runde qualifizieren.
Tabelle
| Gruppe B    | Sp. | S | N | NR | P | NRR    |
| ----------- | --- | - | - | -- | - | ------ |
| Afghanistan | 3   | 3 | 0 | 0  | 6 | +1.540 |
| Simbabwe    | 3   | 2 | 1 | 0  | 4 | −0.567 |
| Schottland  | 3   | 1 | 2 | 0  | 2 | −0.132 |
| Hongkong    | 3   | 0 | 3 | 0  | 0 | −1.017 |

Spiele
| 8. März Scorecard | Nagpur | Simbabwe 158-8 (20)          | – | Hongkong 144-6 (20) |
|                   |        | Simbabwe gewinnt mit 14 Runs |   |                     |

Hongkong gewann den Münzwurf und entschied sich als Feldmannschaft zu beginnen. Als Spieler des Spiels wurde Vusi Sibanda ausgezeichnet.
| 8. März Scorecard | Nagpur | Afghanistan 170-5 (20)          | – | Schottland 156-5 (20) |
|                   |        | Afghanistan gewinnt mit 14 Runs |   |                       |

Afghanistan gewann den Münzwurf und entschied sich als Feldmannschaft zu beginnen. Als Spieler des Spiels wurde Mohammad Shahzad ausgezeichnet.
| 10. März Scorecard | Nagpur | Simbabwe 147-7 (20)          | – | Schottland 136 (19.4) |
|                    |        | Simbabwe gewinnt mit 11 Runs |   |                       |

Simbabwe gewann den Münzwurf und entschied sich als Schlagmannschaft zu beginnen. Als Spieler des Spiels wurde Wellington Masakadza ausgezeichnet.
| 10. März Scorecard | Nagpur | Hongkong 116-6 (20)               | – | Afghanistan 119-4 (18) |
|                    |        | Afghanistan gewinnt mit 6 Wickets |   |                        |

Hongkong gewann den Münzwurf und entschied sich als Schlagmannschaft zu beginnen. Als Spieler des Spiels wurde Mohammad Nabi ausgezeichnet.
| 12. März Scorecard | Nagpur | Afghanistan 186-6 (20)          | – | Simbabwe 127 (19.4) |
|                    |        | Afghanistan gewinnt mit 59 Runs |   |                     |

Afghanistan gewann den Münzwurf und entschied sich als Schlagmannschaft zu beginnen. Als Spieler des Spiels wurde Mohammad Nabi ausgezeichnet.
| 12. März Scorecard | Nagpur | Hongkong 127-7 (20)                           | – | Schottland 78-2 (8.0/10) |
|                    |        | Schottland gewinnt mit 8 Wickets (D/L method) |   |                          |

Hongkong gewann den Münzwurf und entschied sich als Schlagmannschaft zu beginnen. Als Spieler des Spiels wurde Matt Machan ausgezeichnet.

## Super 10

### Gruppe 1
Tabelle
| Gruppe 1    | Sp. | S | N | NR | P | NRR    |
| ----------- | --- | - | - | -- | - | ------ |
| West Indies | 4   | 3 | 1 | 0  | 6 | +0.359 |
| England     | 4   | 3 | 1 | 0  | 6 | +0.145 |
| Südafrika   | 4   | 2 | 2 | 0  | 4 | +0.651 |
| Sri Lanka   | 4   | 1 | 3 | 0  | 2 | −0.461 |
| Afghanistan | 4   | 1 | 3 | 0  | 2 | −0.715 |

Spiele
| 16. März Scorecard | Mumbai | England 182-6 (20)                | – | West Indies 183-4 (18.1) |
|                    |        | West Indies gewinnt mit 6 Wickets |   |                          |

Die West Indies gewannen den Münzwurf und entschieden sich als Feldmannschaft zu beginnen. Als Spieler des Spiels wurde Chris Gayle ausgezeichnet.
| 17. März Scorecard | Kolkata | Afghanistan 153-7 (20)          | – | Sri Lanka 155-4 (18.5) |
|                    |         | Sri Lanka gewinnt mit 6 Wickets |   |                        |

Afghanistan gewann den Münzwurf und entschied sich als Schlagmannschaft zu beginnen. Als Spieler des Spiels wurde Tillakaratne Dilshan ausgezeichnet.
| 18. März Scorecard | Mumbai | Südafrika 229-4 (20)          | – | England 230-8 (19.4) |
|                    |        | England gewinnt mit 2 Wickets |   |                      |

England gewann den Münzwurf und entschied sich als Feldmannschaft zu beginnen. Als Spieler des Spiels wurde Joe Root ausgezeichnet.
England erspielte damit die höchste erfolgte Aufholjagd bei einem ICC World Twenty20 und die zweithöchste Aufholjagd im internationalen Twenty20 Cricket überhaupt.
| 20. März Scorecard | Mumbai | Südafrika 209-5 (20)          | – | Afghanistan 172 (20) |
|                    |        | Südafrika gewinnt mit 37 Runs |   |                      |

Südafrika gewann den Münzwurf und entschied sich als Schlagmannschaft zu beginnen. Als Spieler des Spiels wurde Chris Morris ausgezeichnet.
| 20. März Scorecard | Bengaluru | Sri Lanka 122-9 (20)              | – | West Indies 127-3 (18.2) |
|                    |           | West Indies gewinnt mit 7 Wickets |   |                          |

Die West Indies gewannen den Münzwurf und entschieden sich als Feldmannschaft zu beginnen. Als Spieler des Spiels wurde Andre Fletcher ausgezeichnet.
| 23. März Scorecard | Neu-Delhi | England 142-7 (20)          | – | Afghanistan 127-9 (20) |
|                    |           | England gewinnt mit 15 Runs |   |                        |

England gewann den Münzwurf und entschied sich als Schlagmannschaft zu beginnen. Als Spieler des Spiels wurde Moeen Ali ausgezeichnet.
| 25. März Scorecard | Nagpur | Südafrika 122-8 (20)              | – | West Indies 123-7 (19.4) |
|                    |        | West Indies gewinnt mit 3 Wickets |   |                          |

Die West Indies gewannen den Münzwurf und entschieden sich als Feldmannschaft zu beginnen. Als Spieler des Spiels wurde Marlon Samuels ausgezeichnet.
| 26. März Scorecard | Neu-Delhi | England 171-4 (20)          | – | Sri Lanka 161-8 (20) |
|                    |           | England gewinnt mit 10 Runs |   |                      |

Sri Lanka gewann den Münzwurf und entschied sich als Feldmannschaft zu beginnen. Als Spieler des Spiels wurde Jos Buttler ausgezeichnet.
| 27. März Scorecard | Nagpur | Afghanistan 123-7 (20)         | – | West Indies 117-8 (20) |
|                    |        | Afghanistan gewinnt mit 6 Runs |   |                        |

Die West Indies gewannen den Münzwurf und entschieden sich als Feldmannschaft zu beginnen. Als Spieler des Spiels wurde Najbullah Zadran ausgezeichnet.
| 28. März Scorecard | Neu-Delhi | Sri Lanka 120 (19.3)            | – | Südafrika 122-2 (17.4) |
|                    |           | Südafrika gewinnt mit 8 Wickets |   |                        |

Südafrika gewann den Münzwurf und entschied sich als Feldmannschaft zu beginnen. Als Spieler des Spiels wurde Aaron Phangiso ausgezeichnet.

### Gruppe 2
Tabelle
| Gruppe 2    | Sp. | S | N | NR | P | NRR    |
| ----------- | --- | - | - | -- | - | ------ |
| Neuseeland  | 4   | 4 | 0 | 0  | 8 | +1.900 |
| Indien      | 4   | 3 | 1 | 0  | 6 | −0.305 |
| Australien  | 4   | 2 | 2 | 0  | 4 | +0.233 |
| Pakistan    | 4   | 1 | 3 | 0  | 2 | −0.093 |
| Bangladesch | 4   | 0 | 4 | 0  | 0 | −1.805 |

Spiele
| 15. März Scorecard | Nagpur | Neuseeland 126-7 (20)          | – | Indien 79 (18.1) |
|                    |        | Neuseeland gewinnt mit 47 Runs |   |                  |

Neuseeland gewann den Münzwurf und entschied sich als Schlagmannschaft zu beginnen. Als Spieler des Spiels wurde Mitchell Santner ausgezeichnet.
| 16. März Scorecard | Kolkata | Pakistan 201-5 (20)          | – | Bangladesch 146-6 (20) |
|                    |         | Pakistan gewinnt mit 55 Runs |   |                        |

Pakistan gewann den Münzwurf und entschied sich als Schlagmannschaft zu beginnen. Als Spieler des Spiels wurde Shahid Afridi ausgezeichnet.
| 18. März Scorecard | Dharamsala | Neuseeland 142-8 (20)         | – | Australien 134-9 (20) |
|                    |            | Neuseeland gewinnt mit 8 Runs |   |                       |

Neuseeland gewann den Münzwurf und entschied sich als Schlagmannschaft zu beginnen. Als Spieler des Spiels wurde Mitchell McClenaghan ausgezeichnet.
| 19. März Scorecard | Kolkata | Pakistan 118-5 (18/18)       | – | Indien 119-4 (15.5/18) |
|                    |         | Indien gewinnt mit 6 Wickets |   |                        |

Indien gewann den Münzwurf und entschied sich als Feldmannschaft zu beginnen. Als Spieler des Spiels wurde Virat Kohli ausgezeichnet.
| 21. März Scorecard | Bengaluru | Bangladesch 156-5 (20)           | – | Australien 157-7 (18.3) |
|                    |           | Australien gewinnt mit 3 Wickets |   |                         |

Australien gewann den Münzwurf und entschied sich als Feldmannschaft zu beginnen. Als Spieler des Spiels wurde Adam Zampa ausgezeichnet.
| 22. März Scorecard | Mohali | Neuseeland 180-5 (20)          | – | Pakistan 158-5 (20) |
|                    |        | Neuseeland gewinnt mit 22 Runs |   |                     |

Neuseeland gewann den Münzwurf und entschied sich als Schlagmannschaft zu beginnen. Als Spieler des Spiels wurde Martin Guptill ausgezeichnet.
| 23. März Scorecard | Bengaluru | Indien 146-7 (20)        | – | Bangladesch 145-8 (20) |
|                    |           | Indien gewinnt mit 1 Run |   |                        |

Bangladesch gewann den Münzwurf und entschied sich als Feldmannschaft zu beginnen. Als Spieler des Spiels wurde Ravichandran Ashwin ausgezeichnet.
| 25. März Scorecard | Mohali | Australien 193-4 (20)          | – | Pakistan 172-8 (20) |
|                    |        | Australien gewinnt mit 21 Runs |   |                     |

Australien gewann den Münzwurf und entschied sich als Schlagmannschaft zu beginnen. Als Spieler des Spiels wurde James Faulkner ausgezeichnet.
| 26. März Scorecard | Kolkata | Neuseeland 145-8 (20)          | – | Bangladesch 70 (15.4) |
|                    |         | Neuseeland gewinnt mit 75 Runs |   |                       |

Neuseeland gewann den Münzwurf und entschied sich als Schlagmannschaft zu beginnen. Als Spieler des Spiels wurde Kane Williamson ausgezeichnet.
| 27. März Scorecard | Mohali | Australien 160-6 (20)        | – | Indien 161-4 (19.1) |
|                    |        | Indien gewinnt mit 6 Wickets |   |                     |

Australien gewann den Münzwurf und entschied sich als Schlagmannschaft zu beginnen. Als Spieler des Spiels wurde Virat Kohli ausgezeichnet.

## Halbfinale
| 30. März Scorecard | Neu-Delhi | Neuseeland 153-8 (20)         | – | England 159-3 (17.1) |
|                    |           | England gewinnt mit 7 Wickets |   |                      |

England gewann den Münzwurf und entschied sich als Feldmannschaft zu beginnen. Neuseeland hatte einen guten Start. Zwar verloren sie schnell das erste Wicket von Martin Guptill, aber bis zur Hälfte ihres Innings verloren sie kein Weiteres und haben 89 Runs erzielt. Kane Williamson mit 32 Runs und Colin Munro mit insgesamt 46 Runs sorgten dabei für den größten Anteil der Runs. Der Kollaps Neuseeland wurde durch Ben Stokes ab dem 17. Over eingeleitet, der mit 3 Wickets bei 26 Runs die beste Bowlingleistung des Tages ablieferte. So verlor Neuseeland insgesamt 8 Wickets und erreichte 153 Runs. Bei England startete Jason Roy die Erwiderung und er erzielte insgesamt 78 Runs, als mit ihm das zweite Wicket der Engländer im 12. Over fiel. Auch das der für ihn hineinkommende Eoin Morgan beim nächsten Ball Ish Sodhi fiel änderte nichts daran, dass England die Runzahl von Neuseeland schon früh erreichte. Es fiel kein weiteres Wicket und so war das Innings nach 17. Overn erfolgreich beendet und England für das Finale qualifiziert. Zum Man of the Match wurde Jason Roy benannt.
| 31. März Scorecard | Mumbai | Indien 192-2 (20)                 | – | West Indies 196-3 (19.4) |
|                    |        | West Indies gewinnt mit 7 Wickets |   |                          |

Die West Indies gewannen den Münzwurf und entschieden sich als Feldmannschaft. Die beiden eröffnenden indischen Batsmen Rohit Sharma und Ajinkya Rahane erzielten 43 bzw. 40 Runs. Der im siebten Over hineinkommende dritte Batsman Virat Kohli erreichte 89 Runs bei 47 Bällen. So erreichte Indien in seinen 20 Overn 192 Runs. Die West Indies verloren innerhalb ihrer ersten drei Over zwei Wickets. Der dann hineinkommende Lendl Simmons erzielte 82 Runs innerhalb von 51 Bällen. Zusammen mit Johnson Charles und Andre Russell die 52 bzw. 43 Runs erzielten gelang es ihnen das geforderte Run-Ziel zwei Bälle vor Schluss zu erreichen. Damit qualifizierten sich die West Indies für das Finale. Man of the Match wurde Lendl Simmons.

## Finale
| 3. April Scorecard | Kolkata | England 155-9 (20)                | – | West Indies 161-6 (19.4) |
|                    |         | West Indies gewinnt mit 4 Wickets |   |                          |

Die West Indies gewannen den Münzwurf und entschieden sich als Feldmannschaft. England verlor schon früh Wickets und so hatten sie bereits im vierten Over ihr drittes verloren. Erst Joe Root konnte mit seinen 54 Runs England voranbringen. Allerdings fielen weitere Wickets, für die vor allem Dwayne Bravo und Carlos Brathwaite mit jeweils 3 Wickets verantwortlich waren. Letztendlich erzielte England insgesamt 155 Runs bei neun verlorenen Wickets. Die West Indies verloren früh drei Wickets in den ersten drei Overn. Es waren Marlon Samuels mit insgesamt 89 Runs und Dwayne Bravo mit 25 Runs die das Team wieder eine Gewinnmöglichkeit erspielten. Bei den Engländern gelang derweil David Willey drei Wickets zu erzielen. Im finalen Over benötigten die West Indies noch 19 Runs, die Carlos Brathwaite mit vier 6-ern erzielte. Somit gewannen die West Indies den zweiten Titel. Der Man of the Match wurde Marlon Samuels.

## Statistiken

Ergebnis der World Twenty20 2016:
Sieger
Finalist
Halbfinalteilnahme
In der Super 10 ausgeschieden
In der Vorrunde ausgeschieden
Keine Teilnahme

Die folgenden Cricketstatistiken wurden bei dem Turnier erzielt.
| Twenty20s        | Twenty20s   | Twenty20s | Twenty20s | Twenty20s | Twenty20s | Twenty20s | Twenty20s | Twenty20s |
| Batting          | Batting     | Batting   | Batting   | Batting   | Batting   | Batting   | Batting   | Batting   |
| Spieler          | Mannschaft  | Spiele    | Innings   | Runs      | Average   | HS        | 100s      | 50s       |
| ---------------- | ----------- | --------- | --------- | --------- | --------- | --------- | --------- | --------- |
| Tamim Iqbal      | Bangladesch | 6         | 6         | 295       | 73,75     | 103*      | 1         | 1         |
| Virat Kohli      | Indien      | 5         | 5         | 273       | 136,50    | 89*       | 0         | 3         |
| Joe Root         | England     | 6         | 6         | 249       | 49,80     | 83        | 0         | 2         |
| Mohammad Shahzad | Afghanistan | 7         | 7         | 222       | 31,71     | 61        | 0         | 1         |
| Jos Buttler      | England     | 6         | 6         | 191       | 47,75     | 66*       | 0         | 1         |
| Bowling          |             |           |           |           |           |           |           |           |
| Spieler          | Mannschaft  | Spiele    | Overs     | Wickets   | Average   | BBI       | 5W        | 10W       |
| Mohammad Nabi    | Afghanistan | 7         | 27.0      | 12        | 13,66     | 4/20      | 0         | 0         |
| Rashid Khan      | Afghanistan | 7         | 28.0      | 11        | 16,63     | 3/11      | 0         | 0         |
| Mitchell Santner | Neuseeland  | 5         | 18.1      | 10        | 11,40     | 4/11      | 0         | 0         |
| Ish Sodhi        | Neuseeland  | 5         | 19.4      | 10        | 12,00     | 3/18      | 0         | 0         |
| David Willey     | England     | 6         | 21.0      | 10        | 15,90     | 3/20      | 0         | 0         |